# Меллон, Эндрю Уильям
Э́ндрю Уи́льям Ме́ллон (Мэллон) (англ. Andrew William Mellon; 24 марта 1855[…], Питтсбург, Пенсильвания — 26 августа 1937[…], Саутгемптон, Нью-Йорк) — американский банкир, миллиардер, промышленник, меценат, коллекционер произведений искусства, министр финансов при президентах У. Гардинге, К. Кулидже и Г. Гувере. Посол США в Великобритании.

## Биография
Меллон происходит из богатой семьи Меллон в Питтсбурге, штат Пенсильвания. Меллон основал обширную бизнес-империю, прежде чем перейти в политику. С 9 марта 1921 года по 12 февраля 1932 года он занимал пост министра финансов США, руководя периодом бума 1920-х годов и находясь у власти во время краха Уолл-стрит в 1929 году. Меллон был консервативным республиканцем, выступал за снижение налогообложения и государственного долга.
Отец Меллона, Томас Меллон, стал известным в Питтсбурге банкиром и адвокатом. Эндрю начал работать в банке своего отца, T. Mellon & Sons, в начале 1870-х годов, в конечном итоге став ведущей фигурой в учреждении. Позже он переименовал T. Mellon & Sons в Mellon National Bank и основал ещё одно финансовое учреждение, Union Trust Company. К концу 1913 года Национальный банк Меллона держал больше денег на депозитах, чем любой другой банк в Питтсбурге, а второй по величине банк в регионе контролировался Union Trust. Меллон был влиятельным донором Республиканской партии.
В 1921 году новоизбранный президент Уоррен Гардинг выбрал Меллона своим министром финансов. Меллон оставался на своем посту до 1932 года, служа при Гардинге, Калвине Кулидже и Герберте Гувере, все трое из которых были членами Республиканской партии. Меллон стремился реформировать федеральное налогообложение, сокращая налоги, но оставляя на месте прогрессивный подоходный налог. Меллон также руководил сокращением государственного долга в 1920-х годах. Влияние Меллона в государственной и национальной политике достигло своего апогея во время президентства Кулиджа. Журналист Уильям Аллен Уайт отметил, что «Эндрю Меллон доминировал в Белом доме в те дни, когда администрация Кулиджа находилась в зените, что было бы справедливо назвать администрацию правлением Кулиджа и Меллона».
Репутация Меллона рухнула после краха Уолл-стрит в 1929 году и начала Великой депрессии. Меллон участвовал в различных усилиях администрации Гувера по возрождению экономики и поддержанию международного экономического порядка, но он выступал против прямого вмешательства правительства в экономику. После того, как Конгресс начал процедуру импичмента против Меллона, президент Гувер перевел Меллона на должность посла США в Соединенном Королевстве. Меллон вернулся к частной жизни после поражения Гувера на президентских выборах 1932 года от Франклина Рузвельта, В 1933 году федеральное правительство начало расследование налогового мошенничества в отношении Меллона, но дело закончилось оправданием Меллона. Незадолго до своей смерти в 1937 году Меллон помог создать Национальную художественную галерею и Национальный художественный музей. Его филантропические усилия также сыграли важную роль в создании университета Карнеги-Меллона и Национальной портретной галереи.

## Интересы
Коллекционер живописи. С 1920-х годов Меллон начал собирать коллекцию картин и скульптур с намерением создать в стране национальную художественную галерею. При распродаже Советским правительством эрмитажных шедевров в галерее Knoedler and Co Меллон стал одним из основных покупателей картин. Таким образом, ядро коллекции составили проданные советской властью шедевры Эрмитажа. После его смерти Конгресс 24 марта 1937 года в совместном постановлении обеих палат принял коллекцию и денежные средства и одобрил создание галереи.
На строительство здания Национальной галереи искусств Меллон выделил 10 млн долларов США и передал свою коллекцию живописи.